# Ablemma aiyura
Ablemma aiyura là một loài nhện trong họ Tetrablemmidae.
Loài này thuộc chi Ablemma. Ablemma aiyura được Shear miêu tả năm 1978.